# Mercedes-Benz AMG Vision Gran Turismo
Mercedes-Benz AMG Vision Gran Turismo — концептуальный автомобиль от немецкой компании Mercedes-Benz и подразделения Mercedes-AMG, изначально разработанный виртуально для компьютерной игры Gran Turismo 6, однако позже (в 2013 году) представленный в качестве полноразмерной реальной модели. Официально концерн Daimler AG не заявлял о запуске концепт-кара в серию, однако позже американская компания J&S Worldwide Holdings объявила о производстве 5 подобных автомобилей. Мировая премьера концептуальной модели состоялась на автосалоне в Лос-Анджелесе. Многие дизайнерские решения впоследствии легли в основу преемника Mercedes-Benz SLS AMG — Mercedes-AMG GT.

## История

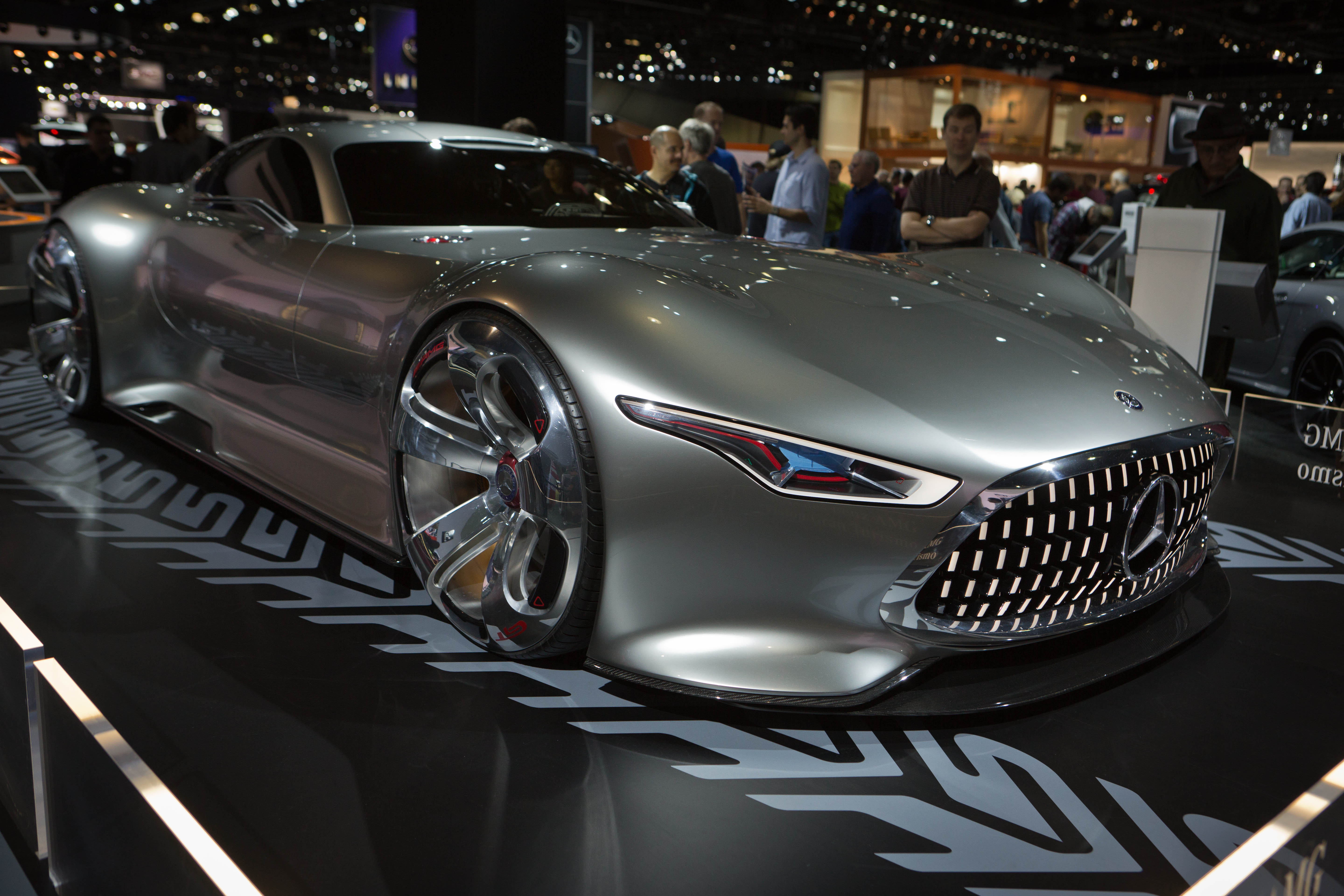
Концепт-кар на выставке в Лос-Анджелесе

Изначально автомобиль разрабатывался исключительно в качестве одной из моделей спорткаров для игры Gran Turismo. Ультрафутуристический дизайн модели был вдохновлён автомобилями Mercedes-Benz SLS AMG, болидами Формулы-1, бэтмобилем, Mercedes-Benz 300SL, гоночными моделями 1930-х годов и различными версиями автомобилей от Mercedes-AMG.
Реальная модель была создана 20 ноября 2013 года в новом центре исследований и разработок Mercedes-Benz в Саннивейл (Кремниевая долина), Калифорния, США. Воплощение дизайна в реальность было поручено дизайнерским студиям Mercedes-Benz по всему миру. Окончательные варианты были утверждены в Зиндельфингене и Карлсбаде в рамках цифрового процесса проектирования, а затем усовершенствованы при физическом моделировании в масштабе 1:1. Интерьером автомобиля занималась студия из Комо, Италия. Раму автомобиля сделали из алюминиевых труб, кузов выполнили из углеродного волокна, сзади установили съёмный спойлер. В качестве силового агрегата был установлен битурбированный двигатель V8 мощностью 591 лошадиная сила от модели Mercedes-Benz SLS AMG GT. Масса автомобиля составила 1385 кг. На церемонии представления автомобиля присутствовал продюсер серии Gran Turismo Кадзунори Ямаути, отметивший рождение машины вместе с её создателями. Во время презентации новой версии игры 6 декабря любой желающий мог посидеть за рулём спорткара.
Дизайн данного концепт-кара ясно показывает совершенное взаимодействие эмоциональных, чувственных форм с интеллектуально организованными самыми современными технологиями.Горден Вагенер, шеф-дизайнер концерна Daimler AG
В 2013 году американский производитель роскошных изделий J&S Worldwide Holdings сообщил о желании выпустить мелкую серию автомобилей Mercedes-Benz AMG Vision Gran Turismo. По два экземпляра предназначались для Европы и Ближнего Востока, а один — для США. Всего, по сообщению автомобильных СМИ, было выпущено 5 автомобилей AMG Vision Gran Turismo. В соответствии с отчётом Fox News компания Mercedes-Benz очень строго относится к реплицированию собственных автомобилей и использованию её торговой марки, особенно с целью получения прибыли. Особенно заметным этот факт стал тогда, когда немецкий автопроизводитель уничтожил реплику Mercedes-Benz 300 SL в 2012 году. Поэтому точная информация о существовании реплик модели отсутствует.

## Описание

### Экстерьер
Дизайн экстерьера модели позаимствован у различных гоночных автомобилей компании прошлых годов, бэтмобиля, а также у современного Mercedes-Benz SLS AMG. Специалисты компании объединили в дизайне модели такие черты, как элегантность, скорость и настороженность. Переднюю часть кузова украшает большая «алмазная» решётка радиатора с центрально расположенной фирменной звездой, горизонтальными тонкими ламелями и светодиодами, которые могут загораться в различных комбинациях. Воздухозаборник над лобовым стеклом и особый дизайн длинного капота являются отсылкой к историческим гоночным автомобилям. Пороги модели оснащены подсветкой красного оттенка. Две двери выполнены в фирменном решении «крылья чайки». В задней части автомобиля, имеющей каплеобразную форму, по центру расположилась выхлопная система, состоящая из 8 труб. Между ними вертикально интегрированы задние фонари.

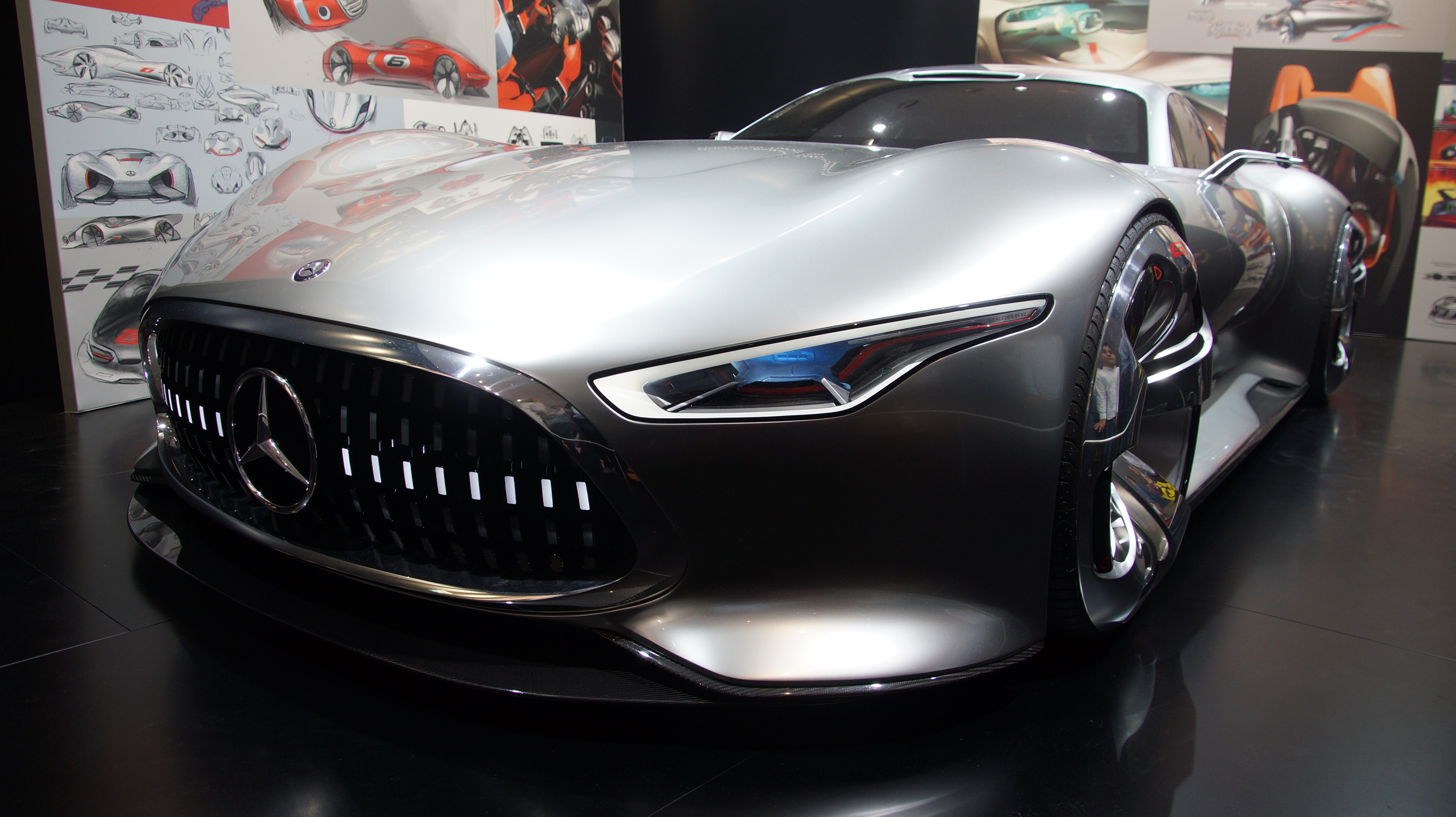
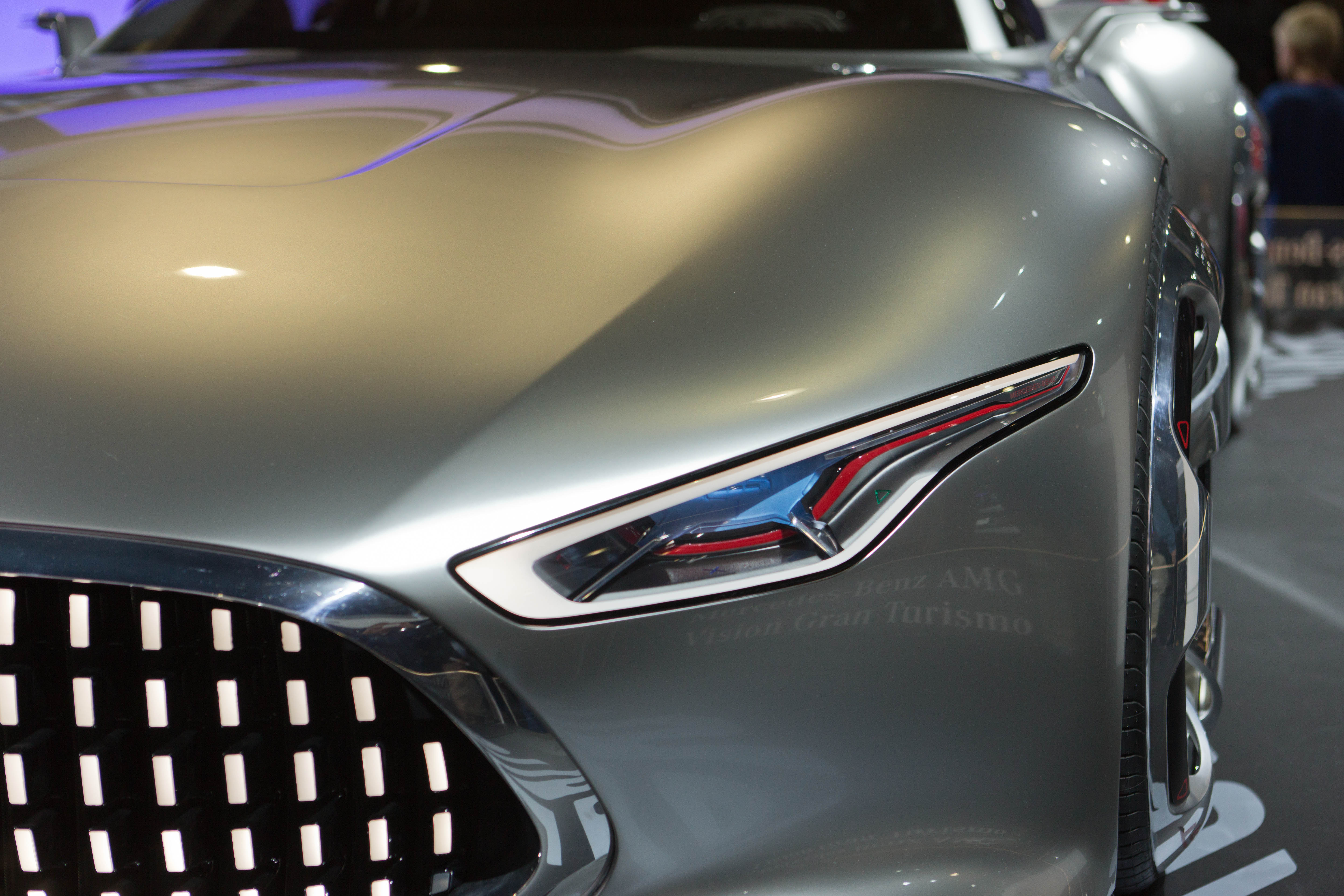
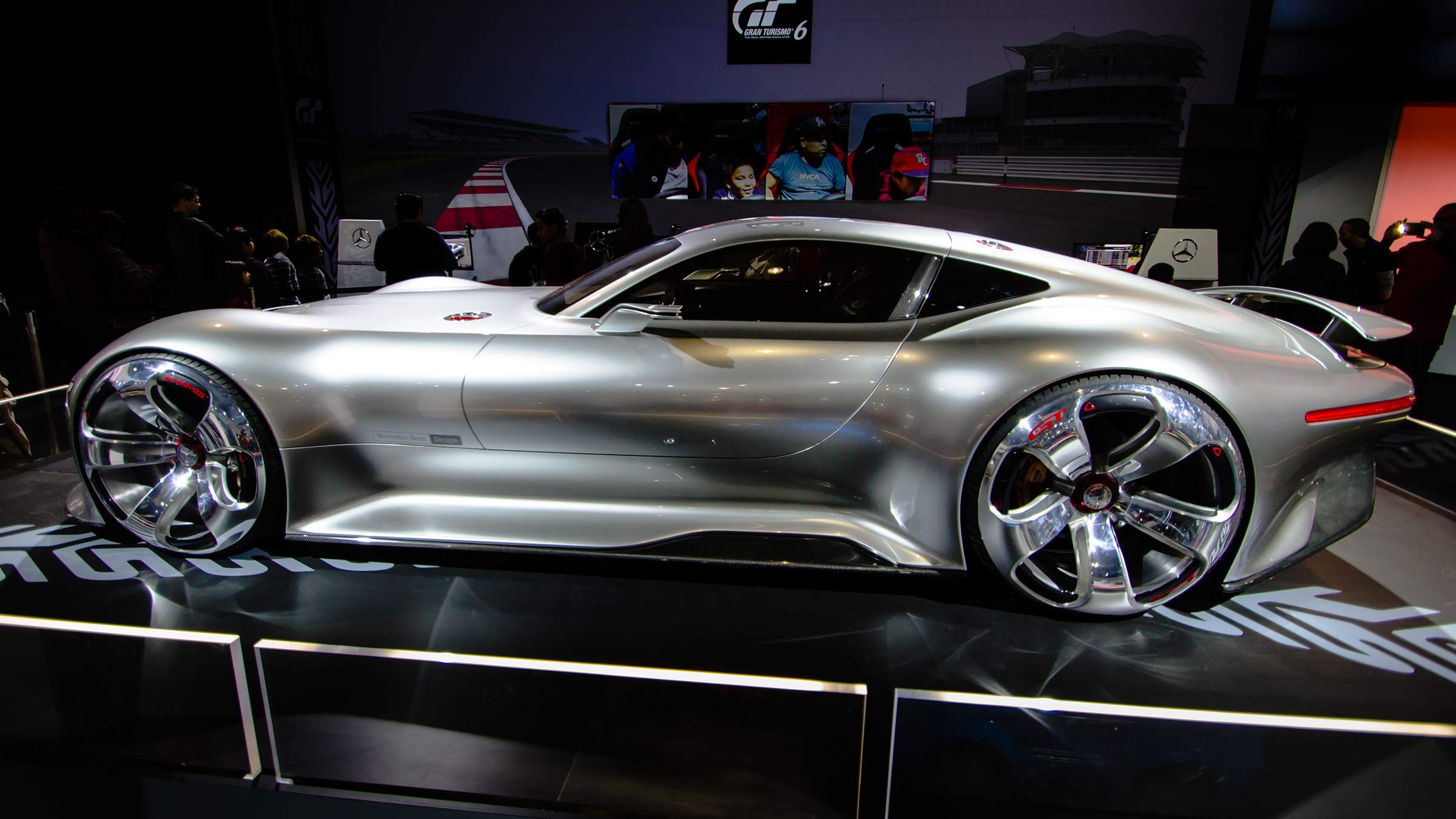
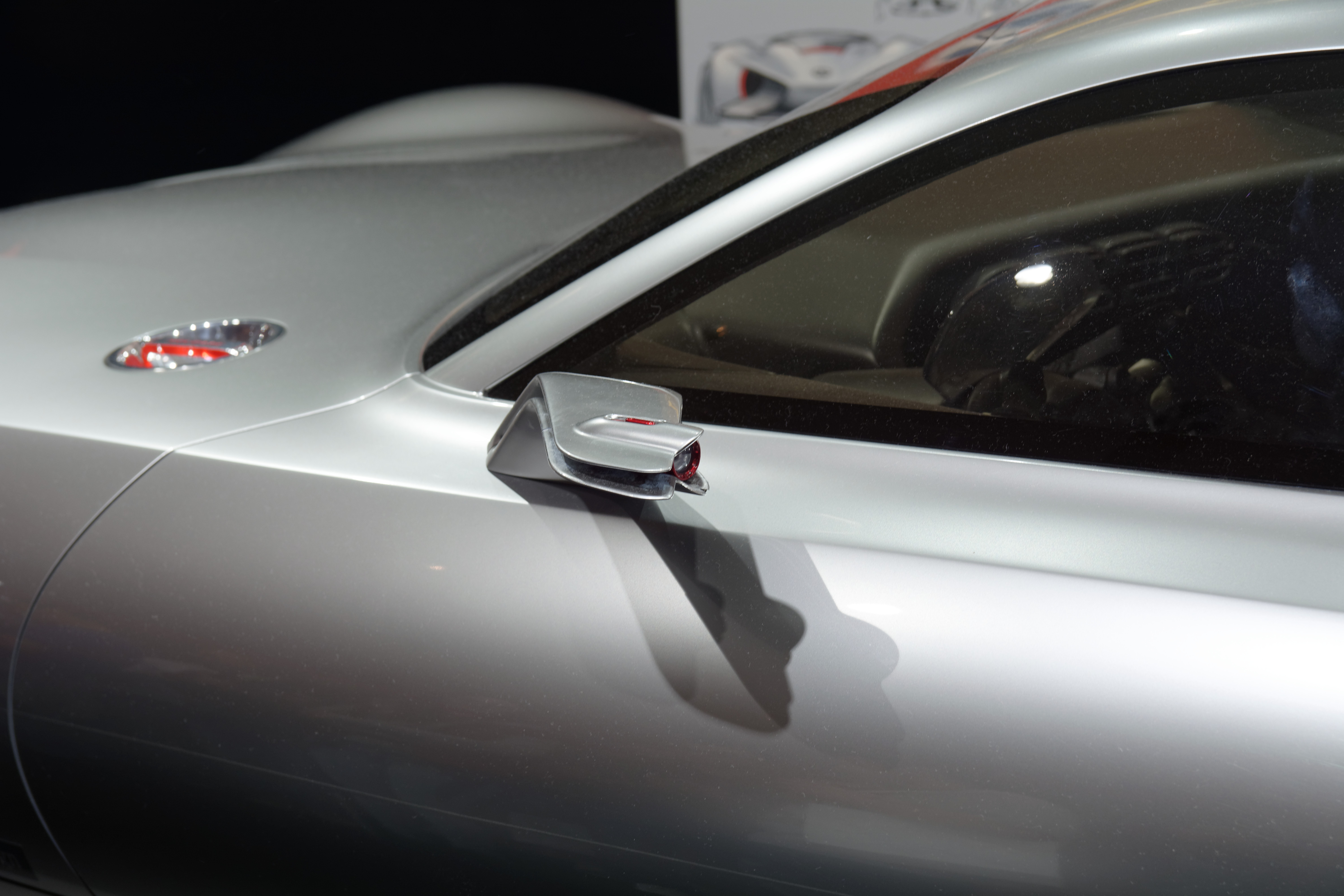
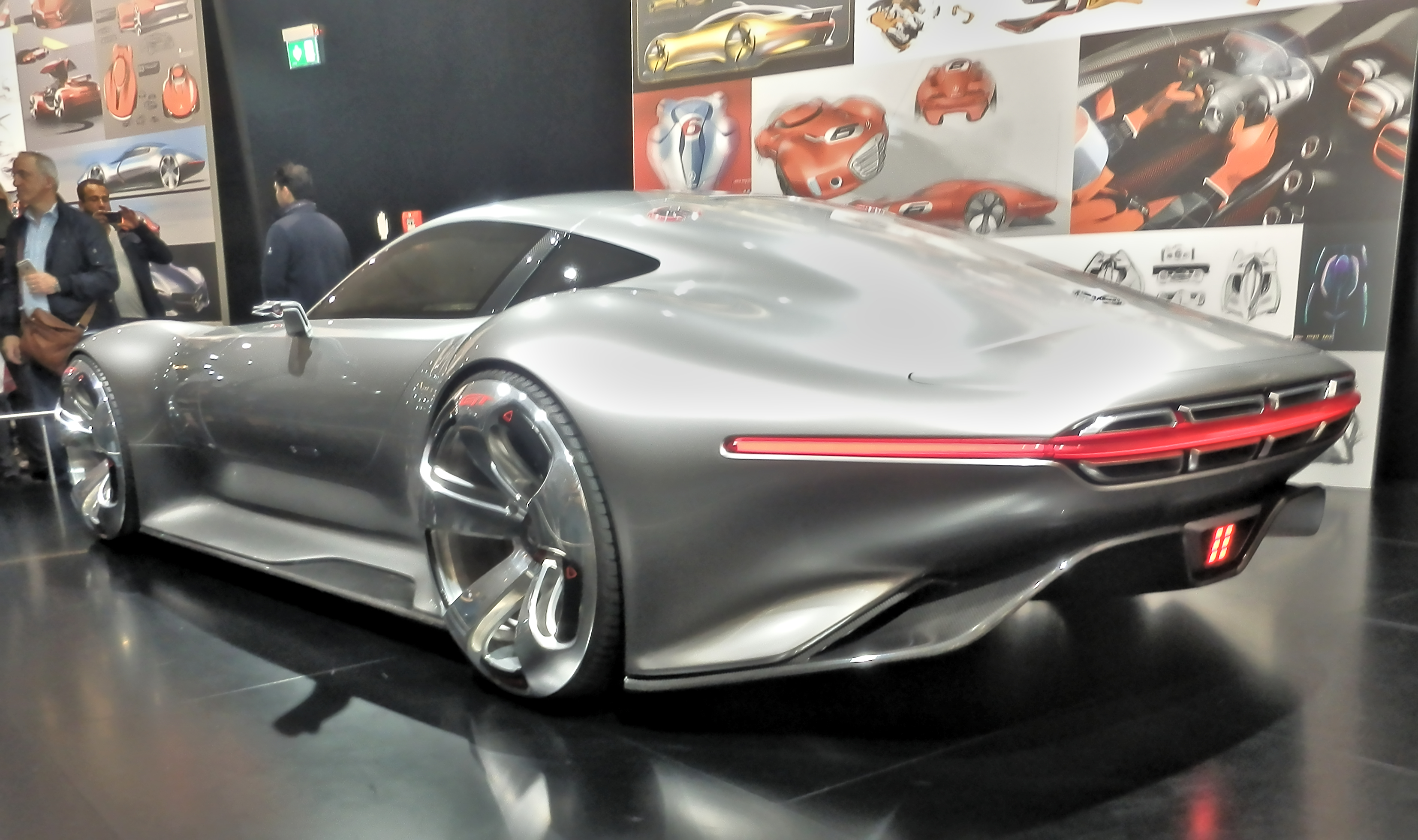

Кузов автомобиля выполнен из алюминия и карбона, что позволило значительно снизить массу концепт-кара. Во всём облике модели особенно выделяются плавные изгибы и мощные колёсные арки, традиционные для спорткаров компании Mercedes-Benz. О классических спортивных моделях напоминают и такие детали, как шпильки капота и заднего люка, а также регулируемое заднее антикрыло. Расположенные под углом передние фары с особой цветовой гаммой передают ощущение спортивности, агрессии и готовности к прыжку.

### Интерьер
Дизайн интерьера, в особенности ряда элементов управления и сидений, навеян автомобилями Формулы-1. Панель приборов оснащена футуристическими элементами. «Плавающая» информационная панель из стекла расположена над рулевым колесом. Для лучшей защиты от аварии за сидениями установлена поперечная перегородка (хотя применение стеклянной приборной панели не прошло бы ни одного краш-теста). Расположение вторичной приборной группы с тумблерами в центре приборной панели и на верхней консоли напоминает кабину истребителя.

### Двигатель
По планам компании J&S Worldwide Holdings, на автомобиле должен быть установлен V8 двигатель рабочим объёмом 6200 см3 от Mercedes-Benz SLS AMG. Мощность силового агрегата составляет 591 лошадиную силу.

### Ходовая часть

#### Подвеска

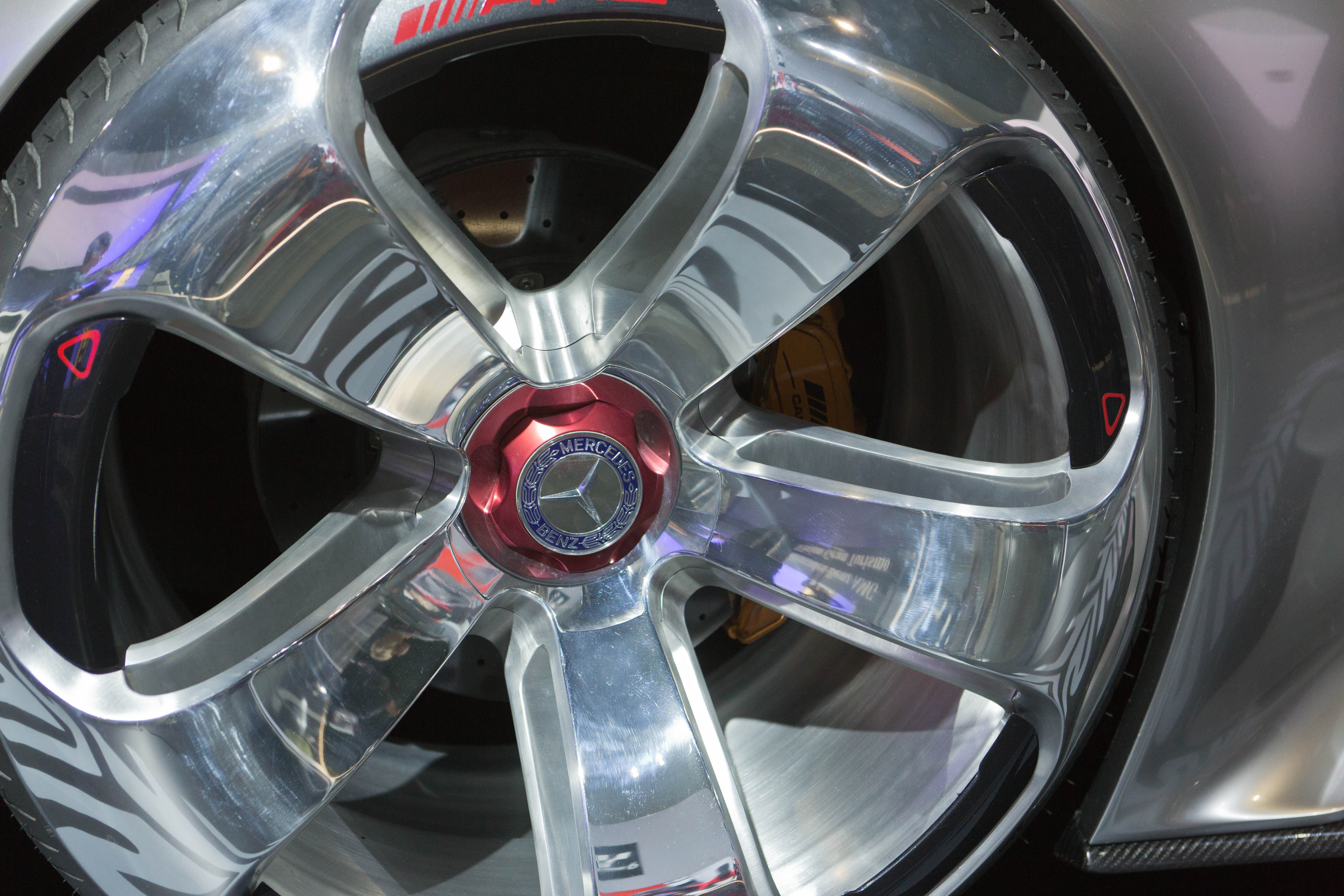
Фирменные диски на модели, представленной в Лос-Анджелесе

Шасси автомобиля представляет собой алюминиевую пространственную раму с углепластиковыми компонентами, масса которой составляет 1385 кг.

#### Трансмиссия
На автомобиль устанавливается 7-ступенчатая автоматическая коробка передач AMG Speedshift DCT с двойным сцеплением.

#### Колёса и диски
На оригинальной концептуальной модели, представленной в Лос-Анджелесе, установлены фирменные легкосплавные диски производства подразделения Mercedes-AMG. Реплика от американской компании, согласно планам, должна оснащаться легкосплавными дисками от компании ADV.1.